# Mikrofinanz

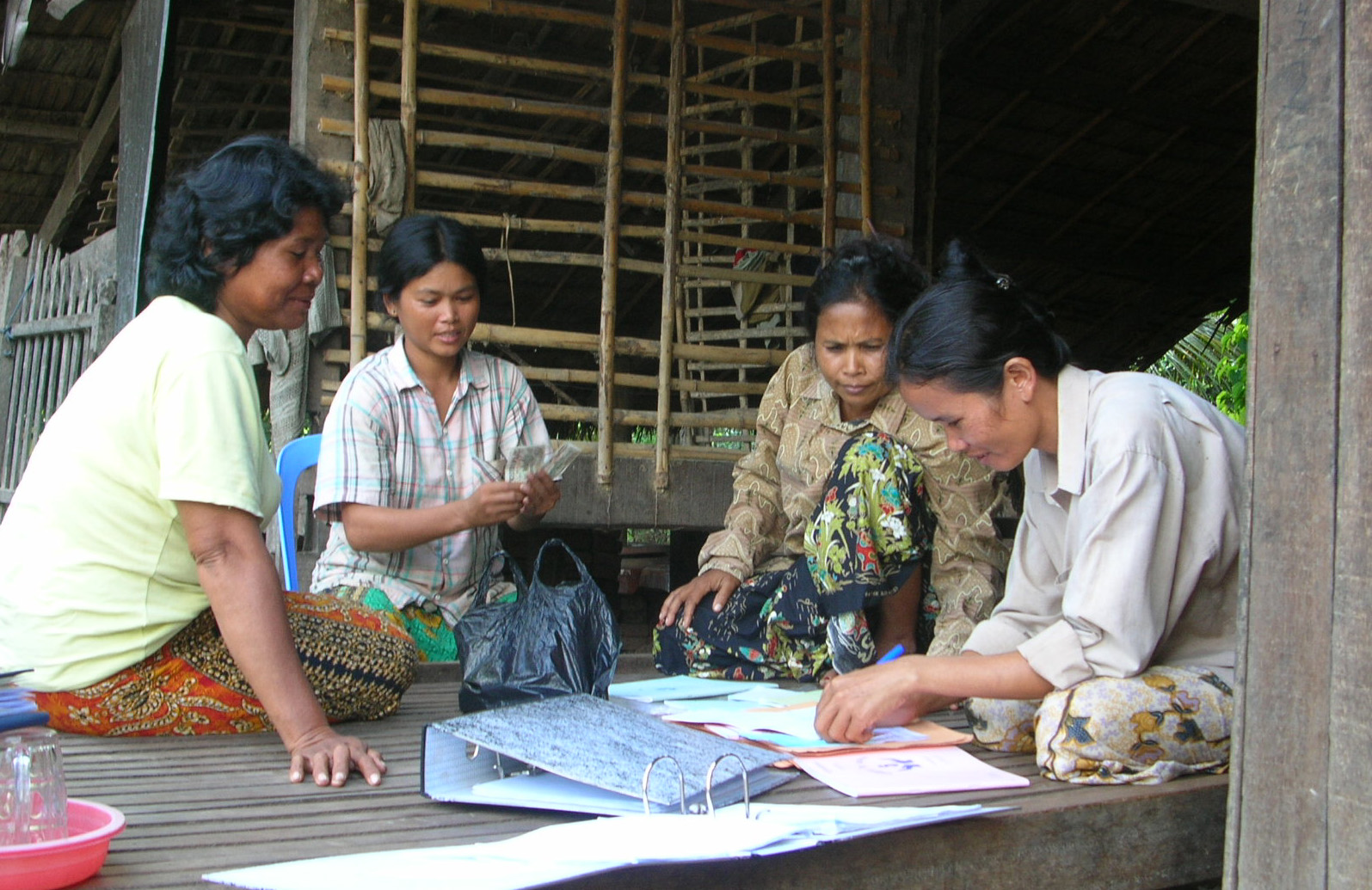
Genossenschaftliche Bank in Kambodscha

Als Mikrofinanz-Institutionen (englisch microfinance institutions) werden Organisationen bezeichnet, die finanzielle Basisdienstleistungen wie Kredite, Sparbücher oder Versicherungen auch Kunden zur Verfügung stellen, die von herkömmlichen Banken aus verschiedenen Gründen nicht bedient werden. Mikrofinanz ist daher ein wichtiges Instrument der Entwicklungspolitik.

## Methoden und Dienstleistungen der Mikrofinanz
Wichtige Dienstleistungen von Mikrofinanz-Institutionen sind
- Mikrokredite (engl. micro credit/micro lending)
- Sparkonten (engl. micro savings)
- Mikroversicherungen (engl. micro insurance)
- Finanztransfers und Überweisungen
- Mikropensionen

## Mikrofinanz und Mikrokredit
Der Begriff Mikrofinanz umfasst ein weiteres Feld als der nur auf die Kreditseite beschränkte Mikrokredit-Begriff, unter anderem eben auch Spar-, Versicherungs- und Geldtransferleistungen, die den viel zitierten „Ärmsten der Armen“ sonst verschlossen wären. Dieses Bevölkerungssegment wird in letzter Zeit in Managementliteratur und Praxis verstärkt im Rahmen des so genannten Base-of-the-Pyramid-Konzept thematisiert, welches Geschäftsmodelle zur erfolgreichen Einbindung bisher weitgehend vernachlässigter Bevölkerungsschichten in unternehmerische Wertschöpfungsketten diskutiert und in dem Mikrofinanz-Konzepte häufig eine zentrale Stellung einnehmen. Die Wertschöpfungskette der Mikrokreditindustrie umfasst im Wesentlichen vier Akteure: Investoren, Mikrofinanzfonds (Microfinance Investment Vehicles), Mikrofinanzinstitutionen (MFI) und Mikrounternehmer.
Oft haben die sogenannten Mikrounternehmer lediglich ihre Arbeitskraft und viele Ideen, jedoch zu wenig Geld und unternehmerisches Know-how, um diese Ideen umzusetzen. Weil diese Menschen meist keinerlei Vermögenssicherheiten bieten können, erhalten sie von herkömmlichen Banken keine Kredite.
Mikrofinanzinstitute versuchen nun diese Lücke zu füllen, indem sie Kredite vergeben, welche sie auf andere Weise absichern.
Ein häufiger Ansatz ist die Bildung von Genossenschaften. Die Kreditnehmerinnen (es sind oft Frauen) bilden eine Genossenschaft, in welcher sich die Frauen gegenseitig bei der Produktion sowie der Kreditrückzahlung unterstützen. Das starke soziale Gefüge in vielen Entwicklungsländern führt dazu, dass jede der Frauen den Kredit zurückzahlen will, weil sie sonst im Dorf „das Gesicht verlieren würde“.
Daneben werden die Kreditnehmer von den Mikrokreditinstituten beraten und unterstützt. Die Kreditzinsen sind für westliche Verhältnisse hoch, jedoch deutlich tiefer als dies bei jenen Geldhändlern (Wucherern) der Fall wäre, bei welchen sich die Frauen alternativ mit Krediten eindecken könnten.
Mit diesen Absicherungen haben es viele Mikrokreditinstitute geschafft, hohe Rückzahlungsquoten von bis zu 98 % zu erreichen, mehr als in herkömmlichen Banken.
Neben Krediten vergeben Mikrofinanzdienstleister noch weitere Finanzdienstleistungen, wie beispielsweise Versicherungen oder Sparmöglichkeiten. Da herkömmliche Banken nicht zugänglich sind, ist das meiste Vermögen der Menschen in den Entwicklungsländern nicht flüssig auf einer Bank und kann somit weder Zins tragen, noch als Kredit bezogen und produktiv investiert werden. Das Vermögen hängt beispielsweise um den Hals der Großmutter in Form einer Goldkette.
Mikrofinanz bietet diesen Leuten Gelegenheit ihr Geld zu sparen, womit andere Kreditnehmer wiederum Kredite aufnehmen können.
Da die Landwirtschaft in vielen Entwicklungsländern ein bedeutender Wirtschaftszweig ist, sind auch Versicherungen, etwa gegen Preisschwankungen bei der Ernte, interessant. Solche Produkte sind aber erst im Entstehen begriffen.
Als weitere Finanzdienstleistung können in bestimmten Entwicklungsländern Besitzer eines Mobiltelefons mit einem entsprechenden Dienstleistungsvertrag einer Mobilfunkgesellschaft Geld aufladen, dieses sicherer aufbewahren, Überweisungen an andere Mobiltelefonbesitzer tätigen und Bargeld selbst beziehen, ohne dass eine Bankverbindung nötig ist. Bei der Organisation Bim in Peru ist der Maximalbetrag auf etwa 600 Euro festgelegt. Die anfallenden Transaktionsgebühren sind tief (unter 30 Eurocent). Es handelt sich um ein neues nationales System, welches durch drei Mobilfunkgesellschaften netzübergreifend betrieben wird.
Interessant am Mikrofinanzansatz ist, dass Entwicklung mit marktwirtschaftlichen Mitteln erzielt werden soll. Er geht von der Annahme aus, dass beide Parteien von Handelsbeziehungen profitieren, wenn diese Handelsbeziehungen fair sind. Mikrofinanz versucht nun ebendiese Bedingungen zu erfüllen, um anschließend über die Vergabe von Finanzdienstleistungen eine Win-win-Situation zu erreichen. Untersuchungen zeigen, dass es sich aus Anlegersicht um interessante Investitionen handelt.
Der Mikrofinanz-Ansatz lässt sich gegenüber einem ähnlichen Ansatz abgrenzen, der ebenfalls zum Ziel hat, die Ärmsten der Armen kreditwürdig und damit zu potenziellen Unternehmern zu machen. Dieser Ansatz wurde vor allem von Hernando de Soto (Ökonom) mit seinem Buch „The Mystery of Capital“ populär gemacht. Der Mikrofinanz-Ansatz versucht, soziale Beziehungen als Kreditsicherheit zu nutzen, die die Kreditnehmer zur pünktlichen Rückzahlung motiviert. De Soto dagegen empfiehlt, aus einer ähnlich marktwirtschaftlich orientierten Grundhaltung heraus, die „Ärmsten der Armen“ dadurch mit Kreditsicherheiten auszustatten, dass ihre bereits vorhandenen informellen Besitzrechte an Grund und Boden (was er „totes Kapital“ nennt) in formalisierte und im Rahmen einer privatrechtlichen Ordnung justiziable Eigentumsrechte zu verwandeln. Sie erhalten dadurch die Möglichkeit, etwa über Hypothekenkredite am formalisierten Kreditmarkt teilzunehmen und eine selbständige Tätigkeit aufzunehmen. Ähnliche Theorien eines Zusammenhangs zwischen formalisierten Eigentumsrechten als Kreditsicherungsinstrument und gesellschaftlicher Entwicklung werden auch von Tom Bethell sowie von Gunnar Heinsohn und Otto Steiger vertreten.

## Abgrenzung zu anderen Finanzdienstleistern
Menschen, die über kein regelmäßiges Einkommen oder keine Kredit-Sicherheiten verfügen, sind oftmals, nicht nur in Entwicklungsländern, vom formellen Finanzmarkt ausgeschlossen. Als einzige Alternative zum klassischen Banksystem gibt es vielerorts nur private Geldverleiher mit oft hohen Zinsen. Diese bieten aber nur Kredite. Die Möglichkeit, sich gegen Krankheit zu versichern oder Geld aus eigener Kraft anzusparen, gab es bis zum Aufkommen von Mikrofinanz-Systemen nicht. Auch heute noch legen viele Mikrofinanz-Institutionen ihren Schwerpunkt auf das Geschäftsfeld Mikrokredite.
Als Kunden für klassische Geschäftsbanken kommt die Zielgruppe aus verschiedenen Gründen nicht in Frage.

Sie verfügen meist:
- über kein regelmäßiges Einkommen in entsprechender Höhe, das oft für eine Kontoeröffnung (Sparbuch) vorausgesetzt wird,
- über keine Sicherheiten für Kredite, und
- im Regelfall der Entwicklungsländer auch nicht über zur Kontoeröffnung notwendige Ausweisdokumente (Pass, Personalausweis).

Mikrofinanz-Institutionen arbeiten hier anders. Der oben erwähnte de Soto empfiehlt dagegen neben der Umwandlung des informellen Besitzes in formalisierte, justiziable Eigentumsrechte auch den Einbezug der Ärmsten in ein funktionierendes Passwesen, sodass sie auch Zugang zum regulären Kreditmarkt erhalten. Weiterführend existieren auch Anbieter, die Kredite trotz negativer Schufa vergeben. Anträge werden hier individuell nach Bonität geprüft.
Als weiterer funktionierender Anbieter von „Finanzdienstleistungen“ fungiert in Gesellschaften mit engem sozialem Zusammenhalt die Großfamilie. Hier dient das soziale Netz als Sicherheit (was sich auch Mikrofinanz-Anbieter oft zu Nutze machen), gleichzeitig werden z. B. aber durch Kreditvergabe auch soziale Abhängigkeiten geschaffen oder zementiert.

## Mikrofinanz und Entwicklungspolitik
Mikrofinanz wird oft unter dem Aspekt der Armutsbekämpfung und der Gleichstellung von Frauen diskutiert. Grundsätzlich wenden sich Mikrofinanz-Programme oder -Institutionen an den ökonomisch aktiven Teil der Bevölkerung. Das sind oft (aber nicht immer) Frauen und wirtschaftlich besonders aktive Menschen, die durch den Zugang zu Finanzdienstleistungen ihre Gewerbe und damit ihren Lebensstandard verbessern wollen. Grundsätzlich ist ein skeptischer Ansatz angebracht. Viele veraltete oder rein quantitative Studien basieren auf einer isolierten Betrachtung von Mikrofinanz-Initiativen und ignorieren Konkurrenz durch informelle Kreditgeber. So können Mikrofinanz-Initiativen auch völlig unbeabsichtigte Konsequenzen haben. Schlecht gemanagt, bieten sie unternehmerisch Veranlagten die Möglichkeit, „Mittelmänner“ zu werden, indem sie durch nachgewiesene Kreditwürdigkeit erhaltene formelle Mikrokredite an ärmere Kreditnehmer weitervergeben. Als Folge dieser informellen Vermittlung („informal intermediation“) profitieren die Ärmsten der armen Kleinstunternehmer weniger als die vergleichsweise weniger Armen.

### Pionier-Mikrofinanz-Institutionen
Bekannte Mikrofinanz-Institute, die schon sehr lange auf dem Markt sind, sind die Grameen Bank in Bangladesch, die Banco Solidario (BancoSol, aktiv seit 1986, Banklizenz seit 1992) in Bolivien und die Bank Rakyat Indonesia (BRI) in Indonesien.

### Bekannte, im Bereich Mikrofinanz tätige EZ (Entwicklungs-Zusammenarbeits)-Organisationen und Finanzdienstleister (Auswahl)
- Deutschland
  - Bank im Bistum Essen
  - Deutsche Gesellschaft für Internationale Zusammenarbeit (GIZ)
  - GLS Bank durch den Mikrokreditfonds Deutschland
  - Invest in Visions GmbH
  - KfW-Entwicklungsbank
  - Oikocredit (internationale Genossenschaft, u. a. in Deutschland, Zentrale in den Niederlanden)
  - Opportunity International (weltweites Netzwerk, u. a. Deutschland)
  - PlaNet Finance
  - Sparkassenstiftung für internationale Kooperation

- Frankreich
  - PlaNet Finance

- Niederlande
  - Mobile Lending
  - Oikocredit (internationale Genossenschaft, Zentrale in den Niederlanden)

- Schweiz
  - Responsability Investments

- USA
  - ACCION International

- Weltweit
  - Oikocredit (internationale Genossenschaft, Zentrale in den Niederlanden)
  - Opportunity International (weltweites Netzwerk)

## Mikrofinanz in der Finanzindustrie
Neben den sogenannten NGOs entdecken mittlerweile auch Großbanken und die Finanzindustrie das Renditepotenzial der Mikrofinanz. Dazu zählen die Deutsche Bank, die ABN-AMRO-Bank, Credit
Suisse und die Citibank. Den Kunden werden Mikrofinanzfonds angeboten. Die Deutsche Bank bot z. B. 2008 Anlegern Fonds mit Krediten für Arme mit Renditen von bis zu 9,5 %. Laut FAZ spielt vor allem die Kombination aus „sozialem Engagement“, hoher Rendite und „erstaunlich geringe Ausfallraten“ eine tragende Rolle für diese Interventionen. So übersteige „die Rendite … zumeist die von Geldmarktfonds“. (FAZ, 11. Januar 2008)
Nachdem Compartamos, ein mexikanisches Unternehmen, das als gemeinnützige Organisation begonnen hatte, 2007 durch einen Börsengang 458 Millionen Dollar erzielt hatte, ist dieser Markt von Investoren weltweit als profitables Geschäftsfeld entdeckt worden. Da niemand eine Trennungslinie gezogen hat, wo Entwicklungshilfe aufhört und Ausbeutung anfängt, ist die Gefahr gegeben, dass Mikrofinanzierung an seinem eigenen wirtschaftlichen Erfolg scheitern wird.
Laut Weltbank werden von Mikrofinanzinstituten mindestens 60 Milliarden USD Kredite jährlich vergeben (Stand 2015), welche 135 Millionen Leute erreichen.

### Sicherheitssysteme
- Selbsthilfegruppen als Schuldeneintreiber

Aus der NGO-Praxis heraus, bei der eine Selbsthilfegruppe sich gemeinsam um die wirtschaftliche Notsituation sorgt, unterstützt und berät, entwickelten sich kommerzielle Kreditinstitute, wandeln sich diese Selbsthilfegruppen vor dem Hintergrund zunehmender Kommerzialisierung durch Bankenkonzerne als Zwangssystem für ihre Minikredit-Kunden zum Eintreiben der Schulden nutzen. Für den Ausfall der Zahlung wird hier die Selbsthilfegruppe als Schuldner herangezogen. Aus einer solidarischen Selbstorganisation entwickelte sich so ein informelles Zwangssystem, das auch vor Terror und Gewalt gegen die Kreditnehmer nicht zurückschreckt. Berichte aus Indien schildern hier dramatische Selbstmorde. Die Folge sind unter anderem auch die von der FAZ (Frankfurter Allgemeine Zeitung) festgestellten „erstaunlich geringe[n] Ausfallraten.“

## Historische und aktuelle Mikrofinanzsysteme in und aus derErsten Welt
Auch in Ländern Europas und Nordamerikas gibt und gab es Menschen, die von Bankdienstleistungen weitgehend ausgeschlossen sind oder dies lange waren. In Großbritannien haben sich die klassischen Geschäftsbanken aus unrentablen Gegenden mit hoher Arbeitslosigkeit weitgehend zurückgezogen. Savings and loans societies, ähnlich den deutschen Genossenschaftsbanken, sind hier oft die einzigen, die dieser Klientel Sparkonten auch für kleinste Beträge, Kredite mit gesetzlich geregelten Zinssätzen und Bankkarten zur Verfügung stellen.
In Deutschland baut die Bundesregierung derzeit das Mikrofinanzangebot aus. Hierfür hat sie Anfang 2010 den Mikrokreditfonds Deutschland eingerichtet, auf dessen Basis die GLS Bank Kredite an Kleinstunternehmen und Gründungen vergibt, in Kooperation mit dem Deutschen Mikrofinanz-Institut. Die Ethikbank bietet für Menschen in der Schuldenfalle unter bestimmten Voraussetzungen ein Online-Girokonto auf Guthabenbasis an.
Historisch waren die Raiffeisen und Genossenschaftsbanken sowie die Bausparkassen im deutschsprachigen Raum entscheidend für den Zugang von Benachteiligten und Armen zu erschwinglichen Krediten und Finanzinstrumenten. Eine Art Vorfeldorganisation stellten die sogenannten Sparvereine dar, die Mitte des 19. Jahrhunderts aufkamen und auch nach der Währungsreform in Westdeutschland zu einer gewissen Blüte gelangten. Einige dieser Sparvereine, die auch teilweise über die Betriebe, Verbände oder (etwa bei Bahn und Post) über die zugehörige Regionalverwaltung des Dienstherrn organisiert wurden, waren auch Vorläufer von einschlägigen Bankinstituten im Arbeitnehmerbereich. Ähnliche Entwicklungen finden sich bereits im 19. Jahrhundert auch bei Handwerkern, Beamten und Landwirten. Die gelegentlich belächelten Sparvereine sind aktuell in West- und Zentralafrika, auch in Teilen Südostasiens, wieder im Kommen. Für Mikrofinanzinstitutionen allgemein ist die Ersparnismobilisierung auch bei sehr armen Menschen nach wie vor die wesentliche Finanzierungsquelle. Ebenso sind auch Schwellenländer wie China etwa an der Etablierung von Bausparkassen interessiert. Im Sommer 2017 wurde in einem Projekt mit der Zentralbank der Russischen Föderation und Yandex ein Zeichen veröffentlicht (ein grüner Kreis mit einem Häkchen), das Webseiten mit registrierten Mikrofinanz-Organisationen markiert.